# NGC 2661
NGC 2661 é uma galáxia espiral (Sc) localizada na direcção da constelação de Cancer. Possui uma declinação de +12° 37' 11" e uma ascensão recta de 8 horas, 45 minutos e 59,5 segundos.
A galáxia NGC 2661 foi descoberta em 19 de Março de 1784 por William Herschel.